# Meviy
meviy（メビー）は、株式会社ミスミグループ本社（ミスミグループほんしゃ、英: MISUMI Group Inc.）が提供する機械部品の製造をインターネット上で受け付けるプラットフォーム。2020年～2022年において、3年連続オンライン機械部品調達サービス国内シェアNo.1を獲得。2023年1月には第9回「ものづくり日本大賞 内閣総理大臣賞」を受賞した。

## 概要
ユーザーが設計データ（3D CADデータ）をクラウドにアップロードするとAI が即時に価格と納期を提示する。注文後はデジタルマニュファクチュアリングシステムにより製造プログラムが自動生成され工場での加工が自動開始され、最短1日での出荷を実現している。これにより、これまで通常数週間かかるとされてきた部品調達の時間が90％以上短縮される。
ブラウザのみで利用可能で、ソフトウェアなどのインストールの必要もない。ユーザーは24時間365日インターネット環境があればどこからでも利用可能。利用にはミスミ会員ID（無料）が必要。
メビーで提供されるのは、板金加工、切削加工（角物・丸物）、材料は鉄、アルミ、ステンレス樹脂など幅広く用意されており、表面処理や塗装も可能。
ブラウザ上で寸法公差、幾何公差、表面粗さが設定でき、精度部品も簡単に手配が可能となる。さらに、数量割引、長納期割引きなどの割引きサービスも用意されている。
メビーはグローバルでもサービスを提供しており、現在は日本以外にも欧州、北米での提供を開始、23年中に中国、アジアでの提供開始を予定している。

## 沿革
- 2016年
  - 初のオンライン機械部品調達サービス、メビーのサービスを開始（金型部品）[3]
- 2017年
  - ラピッドプロトタイプサービスを開始（Protolabs社協業）
- 2018年
  - アップロードデータ100万点を突破
- 2019年
  - 切削加工、板金加工サービスを開始、meviy事業本格展開開始
  - 超短納期サービス1日目出荷を開始
- 2020年
  - ものづくり中小企業への部品無償提供を実施
- 2021年
  - トヨタ自動車株式会社と共同開発を行い、3DCADデータ上の製造情報をmeviyに自動反映する機能を提供
  - メビーのシステム全面刷新を実施
  - 欧州でのサービス提供を開始
- 2022年
  - 8月8日を「meviyの日」に制定
  - 製造業の創造性解放を目指し単独イベントである「Creative Manufacturing Summit 2022」を開催
  - 長納期割引（30%OFF）サービスを開始
  - 幾何公差サービスを開始
  - ｍeviyの開発専門子会社である株式会社DTダイナミクスを設立
  - ヤマザキマザック株式会社と共同開発を行い、旋盤加工サービスの提供を開始
  - 北米でのサービス提供を開始
- 2023年
  - 利用ユーザー10万ユーザー、アップロードデータ1000万点を突破[3]
  - 国内シェア3年連続No.1を獲得
  - 製造業で権威のある第9回ものづくり日本大賞において「内閣総理大臣賞受賞」を受賞

## 受賞歴
- 2015年
  - 2015年度GOOD DESIGN賞[4]
- 2019年
  - 経済産業省・厚生労働省・文部科学省発行「2019年版ものづくり白書」掲載『顧客の新たなニーズに対応したサービス提供型のビジネスモデルを確立している代表事例』[5]
  - 「CEATEC AWARD 2019」スマートX部門グランプリ[6]
  - 「情報化促進貢献個人等表彰」経済産業大臣賞[7]
- 2020年
  - 「第62回十大新製品賞」本賞[8]
  - 「第49回日本産業技術大賞」文部科学大臣賞[9]
  - 「Impress DX Awards 2019」アプリケーション部門グランプリ[10]
  - 「第3回日本サービス大賞」JETRO理事長賞[11]
  - 「第36回素形材産業技術賞」経済産業省製造産業局長賞[12]
  - オンライン機械部品調達サービス　国内シェアNo.1獲得 （株式会社テクノ・システム・リサーチ調べ）[1]
- 2021年
  - 「第9回技術経営・イノベーション大賞」科学技術と経済の会会長賞[13]
  - 「第9回ロボット大賞」 日本機械工業連合会会長賞
  - オンライン機械部品調達サービス　国内シェア2年連続No.1獲得 （株式会社テクノ・システム・リサーチ調べ）
- 2022年
  - オンライン機械部品調達サービス　国内シェア3年連続No.1獲得 （株式会社テクノ・システム・リサーチ調べ）
- 2023年
  - 「第９回ものづくり日本大賞」内閣総理大臣賞[2]